# Ramón Ortigoza
'Ramon OrtigozaCHITO' (Asunción, Paraguay, 26 de enero de 1987) es un futbolista paraguayo, que se desempeña como defensor.

## Clubes
| Club               | País        | Año           |
| ------------------ | ----------- | ------------- |
| 2 de Mayo          | Paraguay    | 2008 - 2010   |
| Cerro Porteño PF   | Paraguay    | 2011 - 2012   |
| Santaní            | Paraguay    | 2013 - 2015   |
| Deportivo Capiatá  | Paraguay    | 2016 - 2017   |
| Santaní            | Paraguay    | 2018 - 2021   |
| Club Gral. Artigas | Paraguay    | 2021 - 2022   |
| Club 29 de Junio   | 🇵🇾 Paraguay | 2024 - Actual |

Club sport Ybu pora Paraguay2025